# Exphora guerinii
Exphora guerinii är en insektsart som beskrevs av Victor Antoine Signoret 1860. Exphora guerinii ingår i släktet Exphora och familjen Nogodinidae. Inga underarter finns listade i Catalogue of Life.